# Bober
Bobri (znanstveno ime Castor) je rod glodavcev s tremi znanimi vrstami.
Evropski bober je nekdaj živel skoraj po vsej Evraziji, do danes pa so se ohranile samo posamezne izolirane populacije. Najdemo jih v Franciji, Nemčiji, na Poljskem, v Skandinaviji ter Rusiji. Posamezne populacije so se razvile v samostojne podvrste. Zaradi posebnosti lobanje nekateri zoologi obravnavajo zahodnoevropskega bobra kot samostojno vrsto Castor albicus. V zadnjih letih se bober uspešno širi po slovenskih vodotokih. V Sloveniji živijo ob Savi, Krki, Kolpi, Dravi, Sotli, Muri, Kolpi, Lahinji, Dobličici in tudi ob manjših vodotokih v Beli krajini. 
Kanadski bober živi na večini svojega zgodovinskega ozemlja, tako da ga še vedno najdemo na obsežnih severnoameriških prostranstvih. Zasluga za to velja državljanom in zveznim agencijam za varstvo divjih živali, ki so ga ponovno naselili na območja, kjer ga je človek iztrebil. V vzhodnih delih ZDA je bil namreč že ob koncu 19. stoletja na robu preživetja. Kanadskega bobra so naselili tudi na Finsko, Poljsko in v Rusijo.

## Značilnosti
Za bobra so značilna ploščat, luskast rep, plavalna kožica med prsti zadnjih nog, veliki sekalci in nekaj anatomskih posebnosti v zgradbi grla in prebavil. Bobri dosežejo maso 30kg in več, tako da so drugi največji glodalci na svetu. So napol vodne živali z vretenasto oblikovanim telesom in plavalno kožico med prsti zadnjih nog. Njihov zajeten rep, ki je hrbtno-trebušno sploščen in luskast je namenjen krmiljenju in plavanju. Ko z njim udarjajo gor in dol hitro pospešijo plavanje. Pri potapljanju zaprejo sluhovod in nosnici, oči pa prekrijejo s posebno prozorno opno. Grlo stisnejo skupaj takoj za jezikom, ustnice pa zožijo tik za sekalci. Zato bober brez težav gloda tudi pod vodo. Na kopnem je počasen in neokreten. Okorno koraka in prestavlja velike, galebjim podobne zadnje noge in kratke prednje okončine. Z glavo pri tleh in z visoko dvignjenim križem še najbolj spominja na premikajoči se klin. Če ga kaj prestraši odgalopira do vode in se požene vanjo.

## Hierarhična delitev in mladiči
V družini so bobri razdeljeni po hierarhični lestvici. Na vrhu je odrasel par, pod njim enoletni bobri, še nižje pa mladiči iz istega leta. Hierarhične odnose vzdržujejo z oglašanjem, telesnimi držami in gibi. Nasilje je redko. Parijo se pozimi v vodi. Mladiči se skotijo pozno spomladi v družinskem brlogu. Enoletni mladiči pa se pred tem raztepejo naokoli. Navadno se oddaljijo manj kot 20 km od domačega brloga, izjemoma pa potujejo tudi 250 km daleč. Mladi bobri so ob rojstvu odlakani, vidijo in se lahko gibljejo po brlogu. Po nekaj urah že plavajo, vendar se zaradi majhnega telesa in gostega kožuha le težko potopijo, zaradi česar ne morejo plavati skozi rov. Mati jih neguje približno 6 tednov, vsi člani družine pa jim nosijo trdo hrano. Mladiči rastejo zelo hitro, vendar potrebujejo veliko vaje, da izpopolnijo gradbene veščine.

## Sporazumevanje
Bobri se med seboj sporazumevajo z oddajanjem vonjav. To počnejo ob bregovih vode, kjer živi družina. Kanadski bober pusti vonjavne oznake na majhnih kupih materiala, ki ga je izvlekel iz vode in postavil na breg, evropski pa markira neposredno na tla. Vonj izločka bobrovih žlez iz zadnjičnih odprtin
je oster in močan. Pri markiranju sodeluje vsa družina, najaktivnejši pa je samec. Izločki imajo najmočnejši vonj spomladi. Takrat družina sporoča sosedom in klateškim osebkom, da je območje zasedeno. Bober pa se sporazumeva tudi z udarjanjem repa po vodi. Takšno vedenje je najpogostejše pri odraslih živalih. Udarec opozori druge člane na nevarnost, da se hitro potopijo v globino. Zvok pa lahko tudi prestraši plenilce.

## Bobrova gradnja
Bobri s svojimi gradnjami spreminjajo okolje. Tako dosežejo večjo varnost pred plenilci in si olajšajo nabiranje hrane. Kopanje kanala je najpreprostejši gradbeni poseg, zato tudi domnevamo, da se je pojavil prvi. Bobri s prednjimi nogami odnašajo blato in druge usedline z dna plitvega potoka ali močvirnatega jarka in jih porivajo na stran. Rezultat stalnega poglabljanja in odstranjevanja materiala je ta, da so bobri na svoji poti od jezera h kraju kjer se hranijo, ves čas v vodi. To vedenje je najbolj izrazito poleti, ko je vodna gladina nizka. Pri kopanju sodeluje vsa družina. Jezove gradijo prek potokov, da  zajezijo vodo in pri tem uporabljajo blato, kamenje, palice in veje. Na severu so bobri zaradi takšnih zajezitev varnejši pred plenilci, omogočajo pa jim tudi pašo na bolj oddaljenih krajih. Jezero mora biti dovolj globoko, da družina lahko splava pod ledom do svoje shrambe. Gradnjo jezu spodbujata šumenje potoka in sam pogled na tekočo vodo. Bobri z majhnimi prednjimi nogami urno pobirajo blato in manjše kamne z dna potoka ter jih nosijo na kraj bodočega jezu. Palice in veje prinesejo v ustih. Veje utrdijo jez ter držijo skupaj blato in pesek. Bobri ves čas prinašajo blato in palice, tako da postaja jez vse daljši in višji.

## Bobrov 29-urni delavnik
Večji del leta so bobri aktivni ponoči. Zbudijo se zvečer, v brlog pa se umaknejo proti jutru. Takšnemu pravilnemu dnevnemu ciklu pravimo  tudi cirkadiani ritem. Na severu kjer jezera pozimi zamrznejo pa bobri ostanejo v bobriščih ali pod ledom. Tam je temperatura okrog 0º, zunanj pa je veliko hladneje. Aktivnost nad ledeno skorjo bi bila v energetskem pogledu zelo razsipna. V mračnem bobrišču in v okolni vodi je podnevi količina svetlobe bolj ali manj enaka. Bober ne zazna sončnega vzhoda in zahoda. Ker mu manjka sončna budilka, njegovo življenje ni več usklajeno z menjavanjem dneva in noči. Cirkadiani ritem se spremeni, bobrov dan pa postaja daljši. Morda je to samo naključna posledica bobrovega življenja pod ledom, kajti biološki pomen sprememb v aktivnosti ni poznan. Bobrov dan je tako dolg od 26 do 29 ur, kar pomeni, da živali pod ledom preživijo manj dni. Takšni vrsti cikla pravimo sproščeni cirkadiani ritem.

## Bobrovo domovanje
Bobrovo domovanje je velika kupola, zgrajena iz blata in vejevja, ki lahko stoji na bregu ali sredi vode. Bober izkoplje v breg najprej podvodni rov, koplje s prednjimi nogami. Rov se dviguje kvišku, proti površini. Ko pride na površje, z vejami in blatom zadela odprtino, nato pa na vrh ves čas nanaša gradbeni material. Med vodno gladino in stropom nove gradnje je bobrova kamra. Naraščajoča voda oblije bobrišče in ga tako loči od obale. Navadno bobri začno z gradnjo bobrišč pozno poleti in zgodaj jeseni. Na severu družina vsako jesen obda zunanjo stran bobrišča z novo plastjo blata in vej. Zmrznjeno blato je dober izolator, poleg tega pa onemogoči plenilcem, da bi se prebili do kamre. Bobrišče gradijo in vzdržujejo vsi člani družine, razen istoletnih mladičev. Samice so nasploh prizadevnejše od samcev, najaktivnejša pa ja odrasla samica.